# Йоган V (маркграф Бранденбургу)
Йоган V Уславлений (*Johann V der Erlauchte, 1302 — 24 березня 1317) — маркграф Бранденбург-Зальцведеля у 1308—1317 роках.

## Життєпис
Походив з династії Асканіїв. Син Германа I, маркграфа Бранденбург-Зальцведеля, та Анни Габсбург (доньки Альбрехта I, короля Німеччини). Народився у 1302 році. Після загибелі батька у 1308 році стає новим маркграфом. З огляду на малий вік фактичне керівництво державою здійснювала його мати: до 1310 року самостійно, після з новим чоловіком Генріхом VI, князем Сілезо-Вроцлавським. 1310 року разом з родичем Вальдемаром I отримав права на Східну Померанію від князя великопольського Генріха IV, але невдовзі відступив вже свої права на ці землі Тевтонському ордену за 10 тис. срібних марок.
Приблизно 1316 або 1317 року одружився з Катериною, донькою Генріха III П'яста, князя Глогувського і Жаганського. Втім невдовзі помер у 1317 році, не залишивши спадкоємців. З ним закінчилася Оттонівська лінія Асканіїв, що правили Бранденбург-Зальцведелем. Після цього володіння Йогана V успадкував його родич Вальдемар, з Йоганівської лінії.